# 铎

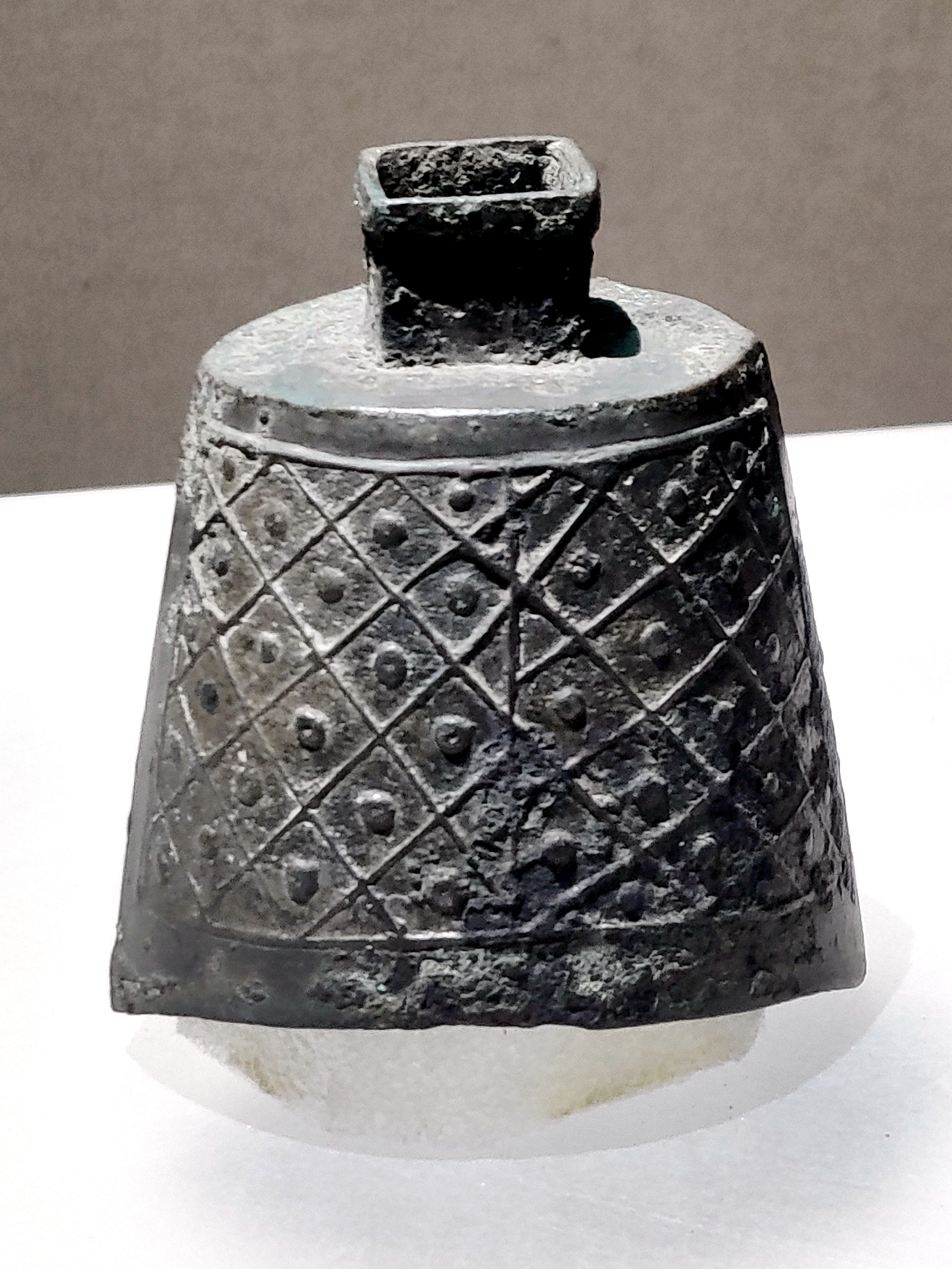
网格纹铎，河南博物院藏

铎，是中国青铜时代的铜制打击乐器，与铃类似而略大。
铎的腔体一般较矮、阔，横截面呈合瓦形，上窄下宽，口沿稍稍内凹。总体造型与鐘、镈、鐃、句鑃、鉦等青铜乐器接近，而区别在于腔体内有舌。木舌的称为木铎，铜舌的称为金铎。腔体顶部有两种形态：一种有粗短、中空的方形青銅銎柄，可以安插木柄于其中；另一种有青銅长柄。使用时，以手持柄摇动，舌撞击腔体发声。:381-383:50-52

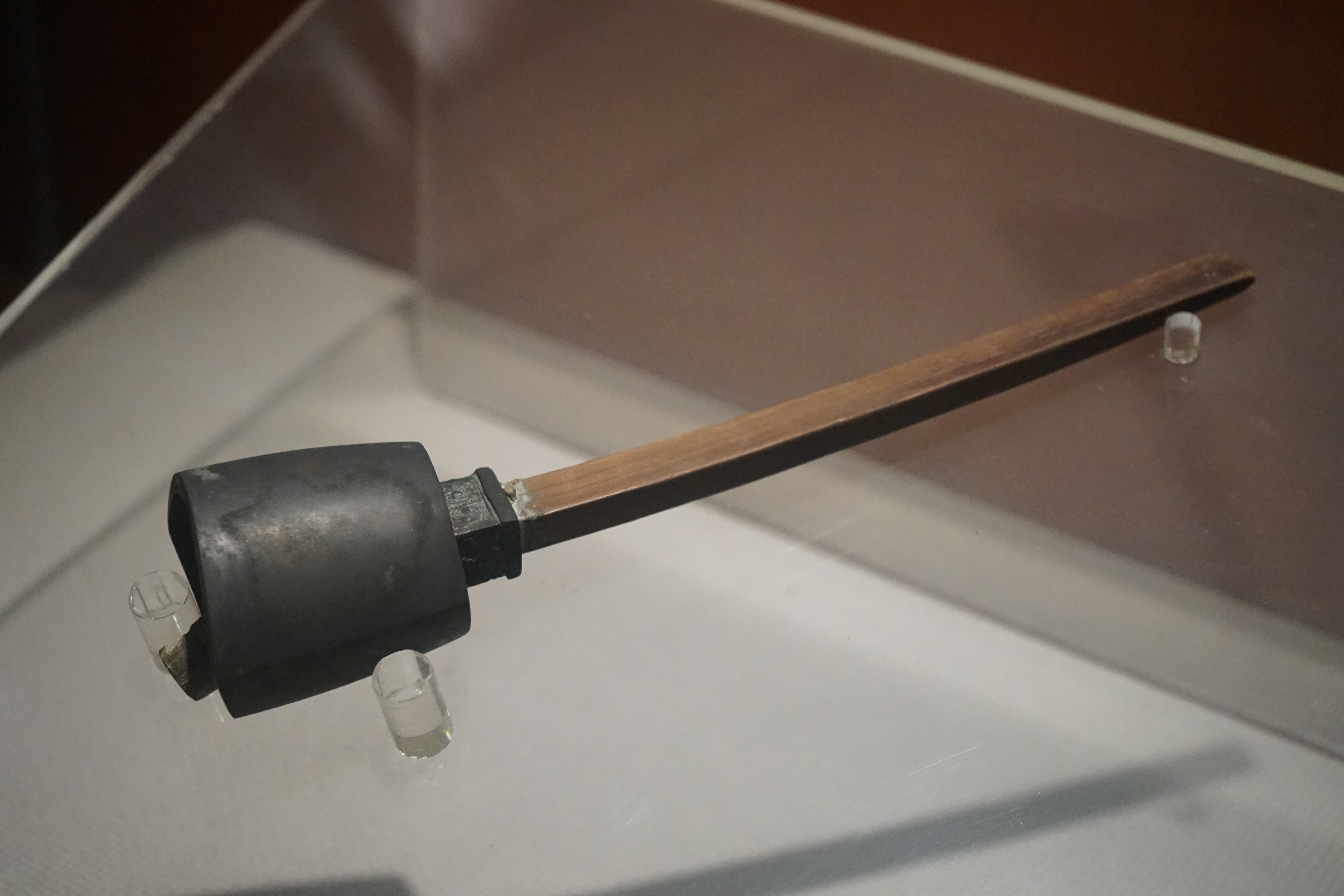
印山越国王陵出土青铜铎，木柄和木舌犹存，越国文化博物馆藏

铎用于传布命令，摇动发声以吸引听众的注意力。金铎用于在军阵中传布军事命令，木铎则用于传布政教命令。:381:50-52
《论语》中记载，一位官员在见过孔子后，感叹：“天下之无道也久矣，天将以夫子为木铎。”由此，木铎在后世成为教师及教育事业的象征。北京师范大学、西北师范大学、国立台湾师范大学、曲阜师范大学、赣南师范大学、国立彰化师范大学等师范类高校，均在校徽上使用木铎之符号。中华民国教育部将颁发给优秀教师的奖励取名为“師鐸獎”。

## 延伸阅读
- 外卒铎 （页面存档备份，存于），故宫博物院藏
- 欽定古今圖書集成·經濟彙編·樂律典·鐸部